# Vektorfeld

Darstellung eines Vektorfeldes anhand ausgewählter Punkte. Die Vektoren sind als Pfeile dargestellt, welche Richtung und Betrag (Pfeillänge) wiedergeben

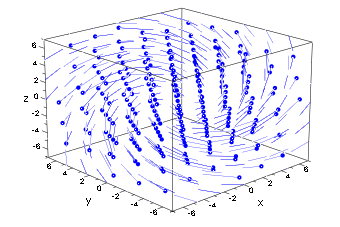
3-dimensionales Vektorfeld (-y,z,x)

In der mehrdimensionalen Analysis und der Differentialgeometrie ist ein Vektorfeld eine Funktion, die jedem Punkt eines Raumes einen Vektor zuordnet. Das duale Konzept zu einem Vektorfeld ist eine Funktion, die jedem Punkt eine Linearform zuordnet, eine solche Abbildung wird pfaffsche Form genannt.
Stetige Vektorfelder sind von großer Bedeutung in der physikalischen Feldtheorie, zum Beispiel um die Geschwindigkeit und Richtung eines Teilchens einer bewegten Flüssigkeit anzugeben, oder um die Stärke und Richtung einer Kraft, wie der magnetischen oder der Schwerkraft, zu beschreiben. Die Feldgrößen dieser Vektorfelder lassen sich durch Feldlinien veranschaulichen.

## Vektorfelder im euklidischen Raum

### Definition
Unter einem Vektorfeld {\displaystyle v} auf einer Menge {\displaystyle \Omega \subset \mathbb {R} ^{n}} versteht man eine Abbildung, die jedem Punkt {\displaystyle x\in \Omega } einen Vektor {\displaystyle v(x)\in \mathbb {R} ^{n}} zuordnet. Anschaulich wird also an jedem Punkt der Menge {\displaystyle \Omega } ein „Pfeil angebracht“. Meist wird stillschweigend vorausgesetzt, dass das Vektorfeld glatt, also eine {\displaystyle C^{\infty }}-Abbildung ist. Ist {\displaystyle v} eine {\displaystyle k}-mal differenzierbare Abbildung {\displaystyle v\colon \Omega \to \mathbb {R} ^{n}}, so spricht man von einem {\displaystyle C^{k}}-Vektorfeld.

### Beispiele
- Gradientenfeld: Ist {\displaystyle f\colon \Omega \rightarrow \mathbb {R} } eine differenzierbare Funktion auf einer offenen Menge {\displaystyle \Omega \subset \mathbb {R} ^{n}}, so wird das Gradientenfeld {\displaystyle \operatorname {grad} f\colon \Omega \rightarrow \mathbb {R} ^{n}} von {\displaystyle f} definiert durch die Zuordnung
{\displaystyle x\mapsto \operatorname {grad} f(x)=\left({\frac {\partial f}{\partial x_{1}}}(x),\dotsc ,{\frac {\partial f}{\partial x_{n}}}(x)\right)}.

Oft schreibt man es mit dem Nabla-Symbol: {\displaystyle \operatorname {grad} f=\nabla f}. Ist ein Vektorfeld {\displaystyle v} das Gradientenfeld einer Funktion {\displaystyle f}, das heißt {\displaystyle v=\nabla f}, so bezeichnet man {\displaystyle f} als Potential. Man sagt auch {\displaystyle v} besitzt ein Potential.
Beispiele von Gradientenfeldern sind das von einer Punktquelle nach allen Seiten gleichmäßig fließende Feld einer Strömung und das elektrische Feld um eine Punktladung.
- Zentralfelder: Sei {\displaystyle I} ein Intervall, welches die Null enthält, und {\displaystyle K(I)=\{x\in \mathbb {R} ^{n}:\|x\|\in I\}\subset \mathbb {R} ^{n}} eine Kugelschale. Zentralfelder auf der Kugelschale sind definiert durch

{\displaystyle v(x)=a(\|x\|)\cdot x} mit {\displaystyle a\colon I\rightarrow \mathbb {R} }.
- In {\displaystyle \mathbb {R} ^{3}\backslash \{0\}} ist das Gravitationsfeld {\displaystyle v(x)=-{\frac {x}{\|x\|^{3}}}} ein solches Zentralfeld.
- Weitere Beispiele sind im {\displaystyle \mathbb {R} ^{3}} die mathematisch diffizileren sogenannten „Wirbelfelder“. Sie lassen sich als Rotation eines Vektorpotentials {\displaystyle \mathbf {A} } beschreiben, nach der Formel {\displaystyle \mathbf {v} (\mathbf {r} )=\mathbf {rot\,\,} \mathbf {A} } (s. u.).

Prägnantes Beispiel eines Wirbelfeldes ist das in Kreislinien um den Ausfluss einer „Badewanne“ herumwirbelnde Strömungsfeld, oder das Magnetfeld um einen stromdurchflossenen Draht.